# La ribellione delle masse
(J. Ortega, incipit de La ribellione delle masse)
La ribellione delle masse è un saggio del filosofo e scrittore spagnolo José Ortega y Gasset. Fu pubblicato nel 1930.

## Storia
Nato come una serie di articoli pubblicati nel 1929 sul quotidiano El Sol, fu ampliato e pubblicato l'anno dopo per le Ediciones de la Revista de Occidente. È diviso in due parti: la prima dal titolo omonimo, la seconda "Chi comanda nel mondo?"

## Trama
Si tratta del tema dell'avvento delle società di massa, una condizione storica in cui avviene una profonda rivoluzione, dove nasce "l'uomo massa", che supera la classe sociale, perché può essere sia operaio che intellettuale. Per Ortega occorre guardare al futuro e pensare a un nuovo tipo di "destino".
Così al principio democratico egli oppone quello di una gerarchia superiore.

## Traduzioni italiane
- La ribellione delle masse, Il Mulino, Bologna, 1962, traduzione di Salvatore Battaglia (1ª edizione)
- La ribellione delle masse, TEA, Milano 1988
- La ribellione delle masse, SE, Milano 2001